# Euxoa nominata
Euxoa nominata là một loài bướm đêm trong họ Noctuidae.